# Lijst van voetbalinterlands Cuba - Trinidad en Tobago
Deze lijst van voetbalinterlands is een overzicht van alle officiële voetbalwedstrijden tussen de nationale teams van Cuba en Trinidad en Tobago. De landen speelden tot op heden 26 keer tegen elkaar. De eerste ontmoeting, een kwalificatiewedstrijd voor het CONCACAF-kampioenschap 1967, werd gespeeld in Kingston (Jamaica) op 21 januari 1967. Het laatste duel, een kwalificatiewedstrijd voor de CONCACAF Gold Cup 2025, vond plaats op 25 maart 2025 in Couva.

## Wedstrijden
| №  | Plaats           | Datum            | Competitie                               | Wedstrijd                 | Uitslag |
| -- | ---------------- | ---------------- | ---------------------------------------- | ------------------------- | ------- |
| 1  | Kingston         | 21 januari 1967  | CONCACAF-kampioenschap 1967 kwalificatie | Trinidad en Tobago – Cuba | 2 – 1   |
| 2  | Port of Spain    | 20 november 1971 | CONCACAF-kampioenschap 1971              | Trinidad en Tobago – Cuba | 2 – 2   |
| 3  | Santo Domingo    | 4 maart 1974     | Vriendschappelijk                        | Cuba – Trinidad en Tobago | 1 – 0   |
| 4  | Santo Domingo    | 12 maart 1974    | Vriendschappelijk                        | Cuba – Trinidad en Tobago | 1 – 1   |
| 5  | Medellín         | 12 juli 1978     | Vriendschappelijk                        | Cuba – Trinidad en Tobago | 3 – 0   |
| 6  | Port of Spain    | 24 juni 1992     | Caribbean Cup 1992                       | Trinidad en Tobago – Cuba | 1 – 0   |
| 7  | Kingston         | 19 juli 1995     | Caribbean Cup 1995                       | Trinidad en Tobago – Cuba | 2 – 0   |
| 8  | Port of Spain    | 7 juni 1996      | Caribbean Cup 1996                       | Trinidad en Tobago – Cuba | 2 – 0   |
| 9  | Port of Spain    | 13 juni 1999     | Caribbean Cup 1999                       | Trinidad en Tobago – Cuba | 2 – 1   |
| 10 | Port of Spain    | 4 juli 2000      | Vriendschappelijk                        | Trinidad en Tobago – Cuba | 4 – 1   |
| 11 | Port of Spain    | 22 mei 2001      | Caribbean Cup 2001                       | Trinidad en Tobago – Cuba | 2 – 0   |
| 12 | Port of Spain    | 30 maart 2003    | CONCACAF Gold Cup 2003 kwalificatie      | Trinidad en Tobago – Cuba | 1 – 3   |
| 13 | Port of Spain    | 19 november 2003 | Vriendschappelijk                        | Trinidad en Tobago – Cuba | 2 – 1   |
| 14 | Bridgetown       | 22 februari 2005 | Caribbean Cup 2005                       | Trinidad en Tobago – Cuba | 1 – 2   |
| 15 | Port of Spain    | 20 januari 2007  | Caribbean Cup 2007                       | Trinidad en Tobago – Cuba | 3 – 1   |
| 16 | Havana           | 20 augustus 2008 | WK 2010 kwalificatie                     | Cuba – Trinidad en Tobago | 1 – 3   |
| 17 | Port of Spain    | 19 november 2008 | WK 2010 kwalificatie                     | Trinidad en Tobago – Cuba | 3 – 0   |
| 18 | Fort-de-France   | 26 november 2010 | Caribbean Cup 2010                       | Trinidad en Tobago – Cuba | 0 – 2   |
| 19 | Scarborough      | 18 november 2012 | Caribbean Cup 2012 kwalificatie          | Trinidad en Tobago – Cuba | 1 – 0   |
| 20 | Saint John's     | 16 december 2012 | Caribbean Cup 2012                       | Cuba – Trinidad en Tobago | 1 – 0   |
| 21 | Montego Bay      | 15 november 2014 | Caribbean Cup 2014                       | Cuba – Trinidad en Tobago | 0 – 0   |
| 22 | Glendale         | 12 juli 2015     | CONCACAF Gold Cup 2015                   | Trinidad en Tobago − Cuba | 2 − 0   |
| 23 | Santiago de Cuba | 10 oktober 2024  | CONCACAF Nations League 2024/25          | Cuba − Trinidad en Tobago | 2 − 2   |
| 24 | Bacolet          | 14 oktober 2024  | CONCACAF Nations League 2024/25          | Trinidad en Tobago − Cuba | 3 − 1   |
| 25 | Santiago de Cuba | 21 maart 2025    | CONCACAF Gold Cup 2025 kwalificatie      | Cuba − Trinidad en Tobago | 1 − 2   |
| 26 | Couva            | 25 maart 2025    | CONCACAF Gold Cup 2025 kwalificatie      | Trinidad en Tobago − Cuba | 4 − 0   |

## Samenvatting
| Competitie                     | Totaal gespeeld | Winst Cuba | Gelijk | Winst Trinidad en T. | Doelsaldo Cuba – Trinidad en T. |
| ------------------------------ | --------------- | ---------- | ------ | -------------------- | ------------------------------- |
| WK-kwalificatie                | 2               | 0          | 0      | 2                    | 1 − 6                           |
| CONCACAF Gold Cup              | 2               | 0          | 1      | 1                    | 2 − 4                           |
| CONCACAF Gold Cup-kwalificatie | 4               | 1          | 0      | 3                    | 5 − 9                           |
| CONCACAF Nations League        | 2               | 0          | 1      | 1                    | 3 − 5                           |
| Caribbean Cup                  | 10              | 3          | 1      | 6                    | 7 − 13                          |
| Caribbean Cup-kwalificatie     | 1               | 0          | 0      | 1                    | 0 − 1                           |
| Vriendschappelijk              | 5               | 2          | 1      | 2                    | 7 − 7                           |
| Totaal                         | 26              | 6          | 4      | 16                   | 25 − 45                         |

Wedstrijden bepaald door strafschoppen worden, in lijn met de FIFA, als een gelijkspel gerekend.
AFC · A-internationals · Bondscoaches · Cubaans vrouwenelftal · Cuba U21 · Cuba U20 · Cuba U19 · Cuba U18 · Cuba U17
1920 – 1949 ·
1950 – 1969 ·
1970 – 1979 ·
1980 – 1989 ·
1990 – 1999 ·
2000 – 2009 ·
2010 – 2019 ·
2020 − 2029
WK 1938
OS 1976 ·
OS 1980
Albanië ·
Algerije ·
Angola ·
Antigua en Barbuda ·
Aruba ·
Bahama's ·
Barbados ·
Belize ·
Bermuda ·
Bolivia ·
Britse Maagdeneilanden ·
Bulgarije ·
Canada ·
Chili ·
China ·
Colombia ·
Costa Rica ·
Curaçao ·
DDR ·
Dominica ·
Dominicaanse Republiek ·
Ecuador ·
El Salvador ·
Ghana ·
Grenada ·
Guatemala ·
Guyana ·
Haïti ·
Honduras ·
Indonesië ·
Jamaica ·
Kaaimaneilanden ·
Kameroen ·
Mexico ·
Nicaragua ·
Nederlandse Antillen ·
Panama ·
Puerto Rico ·
Roemenië ·
Saint Kitts en Nevis ·
Saint Lucia ·
Saint Vincent en de Grenadines ·
Suriname ·
Trinidad en Tobago ·
Turks en Caicoseilanden ·
Uruguay ·
Venezuela ·
Verenigde Staten ·
Zuid-Korea ·
Zweden
TTFF · A-internationals · Bondscoaches · Selecties · Statistieken · Olympisch elftal · Vrouwenelftal van Trinidad en Tobago · Trinidad U21 · Trinidad U19 · Trinidad U17
Gold Cup 1991 · 
Gold Cup 1993 · 
Gold Cup 1996 · 
Gold Cup 1998 · 
Gold Cup 2000 · 
Gold Cup 2002 · 
Gold Cup 2005 · 
Gold Cup 2007 · 
Gold Cup 2009 · 
Gold Cup 2011 · 
Gold Cup 2013
WK 2006
1934 · 
1935 · 
1936 · 
1937 · 
1938 · 
1939 · 
1940 · 
1941 · 
1942 · 
1943 · 
1944 · 
1945 · 
1946 · 
1947 · 
1948 · 
1949 · 
1950 · 
1951 · 
1952 · 
1953 · 
1954 · 
1955 · 
1956 · 
1957 · 
1958 · 
1959 · 
1960 · 
1961 · 
1962 · 
1963 · 
1964 · 
1965 · 
1966 · 
1967 · 
1968 · 
1969 · 
1970 · 
1971 · 
1972 · 
1973 · 
1974 · 
1975 · 
1976 · 
1977 · 
1978 · 
1979 · 
1980 · 
1981 · 
1982 · 
1983 · 
1984 · 
1985 · 
1986 · 
1987 · 
1988 · 
1989 · 
1990 · 
1991 · 
1992 · 
1993 · 
1994 · 
1995 · 
1996 · 
1997 · 
1998 · 
1999 · 
2000 · 
2001 · 
2002 · 
2003 · 
2004 · 
2005 · 
2006 · 
2007 · 
2008 · 
2009 · 
2010 · 
2011 · 
2012 · 
2013 · 
2014 ·
2015 ·
2016 ·
2017 ·
2018 ·
2019 ·
2020 ·
2021 ·
2022
Anguilla · 
Antigua en Barbuda ·
Argentinië ·
Azerbeidzjan · 
Bahama's ·
Bahrein · 
Barbados · 
Belize · 
Bermuda · 
Bolivia ·
Botswana · 
Britse Maagdeneilanden · 
Canada · 
Chili · 
China · 
Colombia · 
Costa Rica · 
Cuba · 
Curaçao · 
Dominicaanse Republiek ·
Ecuador ·
Egypte ·
El Salvador ·
Engeland ·
Estland ·
Finland ·
Grenada ·
Guatemala ·
Guyana ·
Haïti ·
Honduras ·
Ierland ·
IJsland ·
India ·
Irak ·
Iran ·
Jamaica ·
Japan ·
Jordanië ·
Kaaimaneilanden · 
Kenia · 
Koeweit ·
Marokko ·
Mexico ·
Montserrat ·
Nederlandse Antillen ·
Nicaragua ·
Nieuw-Zeeland ·
Noord-Ierland ·
Noorwegen · 
Oostenrijk · 
Panama ·
Paraguay ·
Peru ·
Puerto Rico ·
Roemenië ·
Saint Kitts en Nevis ·
Saint Lucia ·
Saint Vincent en de Grenadines ·
Saoedi-Arabië · 
Schotland ·
Slovenië ·
Suriname ·
Tadzjikistan ·
Taiwan ·
Thailand ·
Tsjechië · 
Uruguay · 
Venezuela · 
Verenigde Arabische Emiraten ·
Verenigde Staten ·
Wales · 
Zuid-Afrika ·
Zuid-Korea ·
Zweden
Engeland (2006) · 
Paraguay (2006) · 
Zweden (2006)